# Фінал Кубка Стенлі 1984
Фінал Кубка Стенлі 1984 (англ. Stanley Cup Finals) — 92-й загалом фінал Кубка Стенлі та сезону 1983–1984 у НХЛ між командами «Едмонтон Ойлерз» та «Нью-Йорк Айлендерс». Фінальна серія стартувала 10 травня в Лонг-Айленді, а фінішувала 19 травня перемогою «Едмонтон Ойлерз».
У регулярному чемпіонаті «Нью-Йорк Айлендерс» фінішували першими в дивізіоні Патрик Конференції Принца Уельського набравши 104 очка, а «Едмонтон Ойлерз» посіли перше місце в дивізіоні Смайт Конференції Кларенса Кемпбела з 119 очками.
У фінальній серії перемогу здобули «Едмонтон Ойлерз» 4:1. Приз Кона Сміта (найкращого гравця фінальної серії) отримав нападник «Нафтовиків» Марк Мессьє.
Цей фінал приніс Едмонтону перший в історії клубу Кубок Стенлі, а також Ойлерз стали першою командою колишньої Всесвітньої хокейної асоціації, яка виграла Кубок Стенлі.

## Шлях до фіналу
| Західна конференція     |          |                      |                   |                                             |
| Стадія                  | Суперник | Суперник             | Загальний рахунок | Результати матчів                           |
| Чвертьфінал конференції | С4       | Вінніпег Джетс       | 3 : 0             | 9:2, 5:4 (ОТ), 4:1                          |
| Півфінал конференції    | С2       | Калгарі Флеймс       | 4 : 3             | 5:2, 5:6 (ОТ), 3:2, 5:3, 4:5, 4:5 (ОТ), 7:4 |
| Фінал конференції       | Н1       | Міннесота Норт-Старс | 4 : 0             | 7:1, 4:3, 8:5, 3:1                          |

| Східна конференція      |          |                    |                   |                              |
| Стадія                  | Суперник | Суперник           | Загальний рахунок | Результати матчів            |
| Чвертьфінал конференції | П4       | Нью-Йорк Рейнджерс | 3 : 2             | 4:1, 0:3, 2:7, 4:1, 3:2 (ОТ) |
| Півфінал конференції    | П2       | Вашингтон Кепіталс | 4 : 1             | 2:3, 5:4 (ОТ), 3:1, 5:2, 5:3 |
| Фінал конференції       | А4       | Монреаль Канадієнс | 4 : 2             | 0:3, 2:4, 5:2, 3:1, 3:1, 4:1 |

## Арени
| Едмонтон           | Нортландс-колісіум Нассау-Колісіумclass=notpageimage\| Арени фіналу Кубка Стенлі 1984 | Юніондейл (Лонг-Айленд) |
| Нортландс-колісіум | Нортландс-колісіум Нассау-Колісіумclass=notpageimage\| Арени фіналу Кубка Стенлі 1984 | Нассау-Колісіум         |
| Місткість: 16 839  | Нортландс-колісіум Нассау-Колісіумclass=notpageimage\| Арени фіналу Кубка Стенлі 1984 | Місткість: 13 917       |
|                    | Нортландс-колісіум Нассау-Колісіумclass=notpageimage\| Арени фіналу Кубка Стенлі 1984 |                         |

## Серія
| 10 травня 1984 | Едмонтон Ойлерз | 1 : 0 (0:0, 0:0, 1:0) | Нью-Йорк Айлендерс | Нассау-Колісіум, Юніондейл (Лонг-Айленд) |

| Протокол                  | Протокол                | Протокол  | Протокол                                               | Протокол |
| ------------------------- | ----------------------- | --------- | ------------------------------------------------------ | -------- |
|                           | Грант Фюр (00:00-59:56) | Голкіпери | Роланд Меленсон (00:00-00:53) Біллі Сміт (00:00-59:21) |          |
| Кевін Макклелланд (41:55) |                         |           |                                                        |          |
| 10 хв.                    | Вилучення               | 8 хв.     |                                                        |          |
| 38                        | Кидки                   | 34        |                                                        |          |

| 12 травня 1984 | Едмонтон Ойлерз | 1 : 6 (1:3, 0:2, 0:1) | Нью-Йорк Айлендерс | Нассау-Колісіум |

| Протокол            | Протокол  | Протокол | Протокол   | Протокол |
| ------------------- | --------- | --- | ---------- | -------- |
|                     | Грант Фюр | Голкіпери | Біллі Сміт |          |
| Ренді Грегг (15:06) |           | Браян Троттьє (00:53) Грег Гілберт (05:48) Кларк Джилліс (18:31) Браян Троттьє (24:52) Кларк Джилліс (36:48) Кларк Джилліс (57:04) |            |          |
| 64 хв.              | Вилучення | 60 хв. |            |          |
| 23                  | Кидки     | 26 |            |          |

| 15 травня 1984 | Нью-Йорк Айлендерс | 2 : 7 (1:1, 1:3, 0:3) | Едмонтон Ойлерз | Нортландс-колісіум, Едмонтон |

| Протокол                                    | Протокол                                               | Протокол | Протокол                                       | Протокол |
| ------------------------------------------- | ------------------------------------------------------ | --- | ---------------------------------------------- | -------- |
|                                             | Біллі Сміт (00:00-46:16) Роланд Меленсон (46:16-60:00) | Голкіпери | Грант Фюр (00:00-52:26) Енді Муг (52:26-60:00) |          |
| Кларк Джилліс (01:32) Кларк Джилліс (22:54) |                                                        | Кевін Лоу (13:49) Марк Мессьє (28:38) Гленн Андерсон (39:12) Пол Коффі (39:29) Марк Мессьє (45:32) Кевін Макклелланд (45:52) Дейв Семенко (49:41) |                                                |          |
| 29 хв.                                      | Вилучення                                              | 33 хв. |                                                |          |
| 25                                          | Кидки                                                  | 40 |                                                |          |

| 17 травня 1984 | Нью-Йорк Айлендерс | 2 : 7 (1:3, 1:3, 0:1) | Едмонтон Ойлерз | Нортландс-колісіум |

| Протокол                                   | Протокол   | Протокол | Протокол | Протокол |
| ------------------------------------------ | ---------- | --- | -------- | -------- |
|                                            | Біллі Сміт | Голкіпери | Енді Муг |          |
| Брент Саттер (14:03) Патрік Флетлі (39:44) |            | Вейн Грецкі (01:53) Віллі Ліндстрем (03:22) Марк Мессьє (17:54) Віллі Ліндстрем (25:21) Пет Конагер (26:58) Пол Коффі (30:52) Вейн Грецкі (54:01) |          |          |
| 20 хв.                                     | Вилучення  | 20 хв. |          |          |
| 21                                         | Кидки      | 38 |          |          |

| 19 травня 1984 | Нью-Йорк Айлендерс | 2 : 5 (0:2, 0:2, 2:1) | Едмонтон Ойлерз | Нассау-Колісіум |

| Протокол                                  | Протокол                                               | Протокол                                                                                         | Протокол | Протокол |
| ----------------------------------------- | ------------------------------------------------------ | ------------------------------------------------------------------------------------------------ | -------- | -------- |
|                                           | Роланд Меленсон (00:00-39:22) Біллі Сміт (39:22-59:22) | Голкіпери                                                                                        | Енді Муг |          |
| Пет Лафонтен (40:13) Пет Лафонтен (40:35) |                                                        | Вейн Грецкі (12:08) Вейн Грецкі (17:26) Кен Лінсман (20:38) Ярі Куррі (24:59) Дейв Ламлі (59:47) |          |          |
| 10 хв.                                    | Вилучення                                              | 4 хв.                                                                                            |          |          |
| 25                                        | Кидки                                                  | 23                                                                                               |          |          |

| Володар Кубка Стенлі 1984    |
| ---------------------------- |
| Едмонтон Ойлерз перший титул |

## Володарі Кубка Стенлі
| Володарі Кубка Стенлі «Едмонтон Ойлерз» | Воротарі: Грант Фюр, Енді Муг, Майк Заньє Захисники: Лі Фоголін, Кевін Лоу, Пол Коффі, Ренді Грегг, Чарлі Гадді, Дон Джексон Нападники: Вейн Грецкі (К), Кевін Макклелланд, Кен Лінсман, Марк Мессьє, Гленн Андерсон, Ярослав Поузар, Дейв Гантер, Пат Г'юз, Ярі Куррі, Віллі Ліндстрем, Дейв Ламлі, Дейв Семенко, Пет Конагер Головний тренер: Глен Сатер Генеральний менеджер: Глен Сатер |